# معاذ الکساسبه
معاذ الکساسبه (به عربی: معاذ صافي يوسف الكساسبة) ‏(۲۹ می ۱۹۸۸–۳ ژانویه ۲۰۱۵) یک خلبان اردنی بود که توسط داعش به قتل رسید. وی خلبان جنگنده اف-۱۶ بود که هواپیمایش به دلیل نقص فنی در تاریخ ۲۴ دسامبر ۲۰۱۴ سقوط کرد، هر چند داعش مدعی است که هواپیمای وی را هدف قرار داده و سرنگون کرده‌است. داعش وی را در حوالی رقه در سوریه به اسارت خود درآورد. داعش تهدید کرده بود که این خلبان را اعدام خواهد کرد اما مذاکراتی برای آزادی وی بین طرفین در جریان بود. با این حال، داعش یک روزنامه‌نگار ژاپنی را که هم‌بند وی بود گردن زد و پس از آن الکساسبه را زنده در آتش سوزاند ویدئو و تصاویری بر روی سایت رسمی داعش، الفرقان، منتشر شد که ظاهراً نشان می‌دهد خلبان اردنی معاذ الکساسبه، در حالی که در یک قفس زندانی شده بود، زنده زنده در آتش سوزانده شده‌است.

## واکنش‌های بین‌المللی
- ایران: مرضیه افخم سخنگوی وزارت خارجه ایران جنایت اعدام خلبان اردنی را به شدت محکوم کرد و تأکید کرد تمام کسانی که از تروریسم حمایت کرده‌اند مسؤول چنین فاجعه‌ای هستند.[۵]
- سوریه: وزارت خارجه سوریه قتل معاذ الکساسبه به روش سوزاندن در آتش را محکوم و دولت اردن را به مبارزه جدی با پدیده تروریسم فراخواند.[۶]
- ایالات متحده آمریکا:باراک اوباما رئیس‌جمهور آمریکا: تصاویر وحشیانه اعدام معاذ الکساسبه، خلبان اردنی عزم ائتلاف بین‌المللی برای نابودی داعش را بیشتر می‌کند.[۷]

## واکنش دولت اردن به کشتن معاذالکساسبه
اردن در پاسخ به اعدام خلبانش، معاذ الکساسبه توسط گروه تروریستی داعش در تاریخ چهارم فوریه ۲۰۱۵ اقدام به اعدام دو زندانی وابسته به داعش به نام‌های ساجده الریشاوی (از عراق) و زیاد الکربولی نمود هم چنین جنگنده‌های اردن مواضع داعش را در دیرالزور بمباران کردند.